# Heliconius dilata
Heliconius dilata är en fjärilsart som beskrevs av Gustav Weymer 1893. Heliconius dilata ingår i släktet Heliconius och familjen praktfjärilar. Inga underarter finns listade i Catalogue of Life.